# St. Michael (Cleebronn)

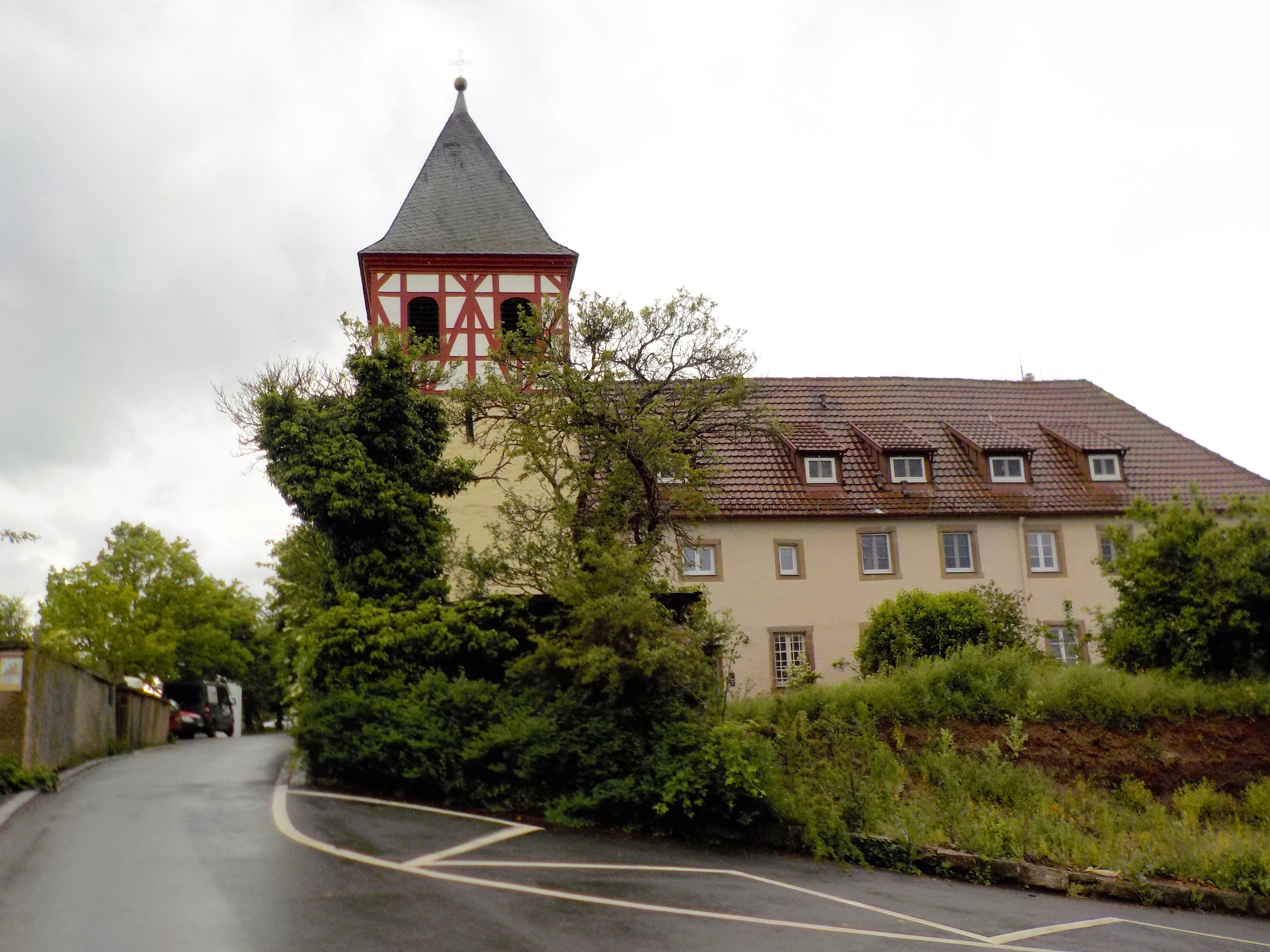
St. Michael

Die heutige Kirche St. Michael stammt aus dem frühen 13. Jahrhundert. Ein Vorgängerbau wurde erstmals 793 auf dem Michaelsberg in Cleebronn erwähnt. Sie ist Teil und Namensgeberin der Kirchengemeinde St. Michael, Wächter des Zabergäus, die im Dekanat Heilbronn-Neckarsulm in der Diözese Rottenburg-Stuttgart liegt.

## Geschichte
Der Michaelsberg und die Kirche haben eine wechselvolle Geschichte. Ihr Besitz wechselte im Laufe der Jahrhunderte häufig.

## Ausstattung

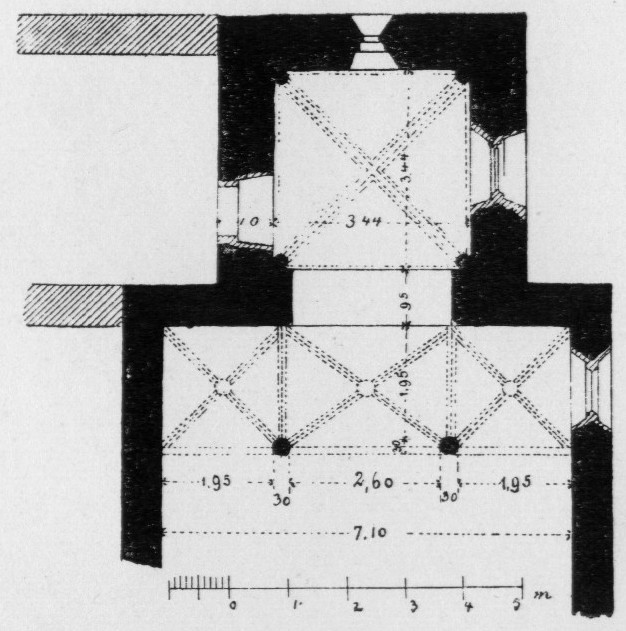
Grundriss von Chor und Altarraum

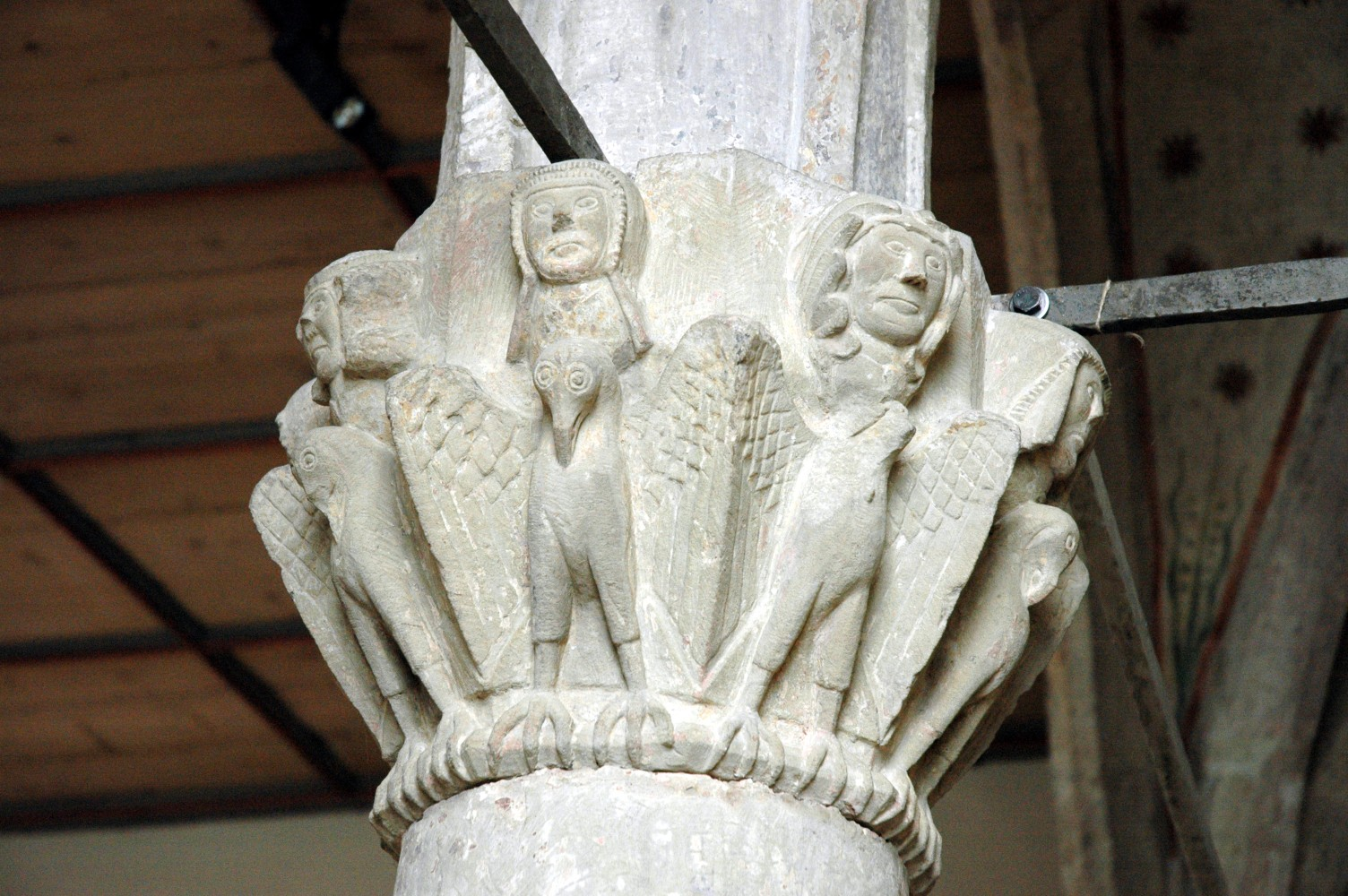
Adlerkapitell

Die Kirche auf dem Michaelsberg ist ein stilistisch überwiegend romanisches Bauwerk, das durch gotische, barocke und neuzeitliche Elemente ergänzt wurde. Der kleine Bau bietet in seinem Inneren rund 70 Gottesdienstbesuchern Platz. Grabungen unterhalb der Kirche lieferten einige wenige Erkenntnisse über die 793 urkundlich erwähnte frühere Kirche, bei der es sich wohl um einen karolingischen Bau handelte. Er war in seiner Ausdehnung deutlich kleiner, der quadratische Turm befand sich entgegengesetzt zum heutigen Chorturm mit Fachwerkobergeschoss an der Westseite.
Besonders hervorzuhebende Elemente der Michaelskirche in ihrem heutigen Zustand sind der Chor mit seinem einfachen diamantierten Kreuzrippengewölbe, das mit frühgotischen Wandmalereien ausgemalt ist, die in den jeweiligen Gewölbesegmenten die vier Evangelisten darstellen, und die einem Lettner ähnelnden Baldachine mit Kreuzrippengewölbe und detailreichen  Kapitellen.
Aus dem 14. Jahrhundert datiert die Darstellung eines Christuskopfs mit Aura und hinterlegtem Kreuz, die sich heute an der Ostseite der Kirche befindet. Möglicherweise handelt es sich bei diesem Stein um einen Schlussstein aus der früheren Sakristei oder dem Beinhaus.

### Vorraum
Der Eintritt in den Vorraum der Kirche erfolgt durch einen 2015 neu gestalteten Windfang aus Glas. Auf der Südseite befinden sich im Jahr 1959 angefertigte Bleiglas-Fenster von Wilhelm Geyer, die entsprechend der neuen Nutzung des Michaelsbergs christliche Symbole der Jugend zeigen: Nikolaus von der Flüe als Patron der Landjugendbewegung, Christus mit Johannes sowie den heiligen Georg als Patron der Pfadfinder. Die Steinplatte mit eingetieftem Kreuz, die heute dem  Altar auf der Südseite des Vorraums als Antependium dient, stammt vermutlich aus karolingischer Zeit. Auf der Westseite wird die Verkündigung an Maria, auch von Geyer gefertigt, dargestellt.
Daneben finden sich im Vorraum Grabplatten aus dem frühen Mittelalter. Der steinerne Sarkophag an der Nordwand wurde 1959 im Kircheninnern ausgegraben. Er erinnert an merowingische Vorbilder und enthält heute die Reste ausgegrabener Gebeine aus dem 8. Jahrhundert.

### Schiff
Das schlichte Kirchenschiff wird von einer Kassettendecke überspannt. Graf von Stadion gestaltete es um 1739 mit barocken Elementen um. Die vergrößerten Fenster datieren aus dieser Zeit. Mehrere Gemälde und Skulpturen sind an den Wänden zu sehen:
- An der Südwand ist eine Skulptur des heiligen Franz von Assisi zu sehen, die aus einem barocken Hochaltar stammt, der 1740 errichtet wurde.
- An der gleichen Wand sind zwei kleinformatige Patriarchen-Darstellungen, die vermutlich aus der Zeit des Barock stammen.
- Das Gemälde an der Nordwand, das den Erzengel Michael zeigt, wie er den Drachen, die Schlange und den Satan vom Himmel stürzt, zierte einst den barocken Hauptaltar.
- Ebenfalls an der Nordwand befindet sich eine Darstellung des Erzengels Michael, welche um 1500 geschaffen und 1743, im 19. sowie im 20. Jahrhundert renoviert und ergänzt wurde.

### Altarraum
Eine Besonderheit der Kirche auf dem Michaelsberg ist der vom Hauptschiff abgetrennte Altarraum. Er entstand vermutlich im 14. Jahrhundert dadurch, dass die Altäre, die sich früher paarweise seitlich befunden hatten, durch ein Gewölbe geschützt werden sollten. Da der Raum zwischen den Altären ungefähr der Breite eines benötigten Gewölbesegments entsprach, bot es sich an, auch den Zwischenraum vor dem Durchgang zum Chor als verbindendes Element mit einzubeziehen, so dass mit den tragenden Säulen eine markante Abtrennung ähnlich einem Lettner entstand. Die Bemalung des Gewölbes wird auf das 16. bis 18. Jahrhundert datiert. Die Schlusssteine des Gewölbes repräsentieren die Dreifaltigkeit: Von links nach rechts zeigen sie den Sohn als Lamm Gottes, den Vater und den Heiligen Geist als Taube.
Als besonders kunstvoll sind die detailreichen Kapitelle der tragenden Säulen hervorzuheben. Auf der südlichen, dem Licht zugewandten Seite befindet sich das „Adlerkapitell“. Die Adler symbolisieren den Geist, die dazwischen liegenden Köpfe stehen für Erhabenheit, Seligkeit und Fruchtbarkeit. Das nördliche, im Dunklen liegende Kapitell zieren als Teufelssymbol zwei Drachen mit verschlungenen Hälsen. Als Repräsentanten des Todes befinden sich dazwischen ein Hirsch und ein Hund mit zwei Köpfen.
Im Rahmen der Renovierungsarbeiten von 1959 erhielt die Kirche einen neuen Altar und eine neue Ausstattung in Form von Tabernakel, Kreuz und Leuchter. Die beiden barocken Seitenaltäre wurden nach Talheim in die Kirche Mariä Himmelfahrt versetzt.

### Chor
Der Chorraum, der zwischen der Wiedereröffnung der Kirche im 18. Jahrhundert und den Restaurierungsarbeiten von 1959 als Sakristei diente, ist der älteste und neben dem Altarraum bemerkenswerteste Teil der Kirche. Der kleine Raum wird durch ein diamantiertes Kreuzrippengewölbe bedeckt, dessen vier Felder jeweils mit frühgotischen Darstellungen der vier Evangelisten aus dem 13. oder 14. Jahrhundert bemalt sind.
Die ältesten Farbreste auf dem Gewölbe datieren aus dem 12. Jahrhundert, auf den Säulen konnten Reste aus dem 13. Jahrhundert gefunden werden. Insgesamt fanden die Restauratoren bei den letzten Sanierungsarbeiten 20–30 verschiedene Farbschichten, die im Laufe der Jahrhunderte aufeinander aufgetragen wurden.
Im Rahmen der Arbeiten von 1959 wurde am Ende des Chorraums ein vermauertes Fenster gefunden und freigelegt. Dieses gestaltete Geyer mit einer Darstellung Christi als Lamm und des Erzengels Michaels aus. Im Chor befindet sich seit den Renovierungsarbeiten von 2006 der zuvor im Vorraum aufgestellte barocke Taufstein.

### Glocken
Der Fachwerkturm, der sich im Osten über dem Chorraum erhebt, beherbergt in seinem Gestühl die drei Glocken Catharina, Susanna und Michael. Die ersten beiden wurden in früheren Jahrhunderten geläutet, um die Bevölkerung vor drohenden Unwettern zu warnen. Im Volksmund gab es daher den Ausspruch „Katharein und Susein treiben’s Wetter vom Rhein“.
| Nr. | Bezeichnung | Gussjahr | Gießerei und Gussort      | Durchmesser | Höhe  | Masse  | Nominal |
| --- | ----------- | -------- | ------------------------- | ----------- | ----- | ------ | ------- |
| 1   | Katharina   | 1321     | unbekannt                 | 90 cm       | 80 cm | 500 kg | b1+2    |
| 2   | Susanna     | 1771     | Samuel Mezger, Heilbronn  | 75 cm       | 62 cm | 250 kg | c2+15   |
| 3   | Michael     | 1959     | Alfred Bachert, Heilbronn | 67 cm       | 52 cm | 190 kg | es2+3   |

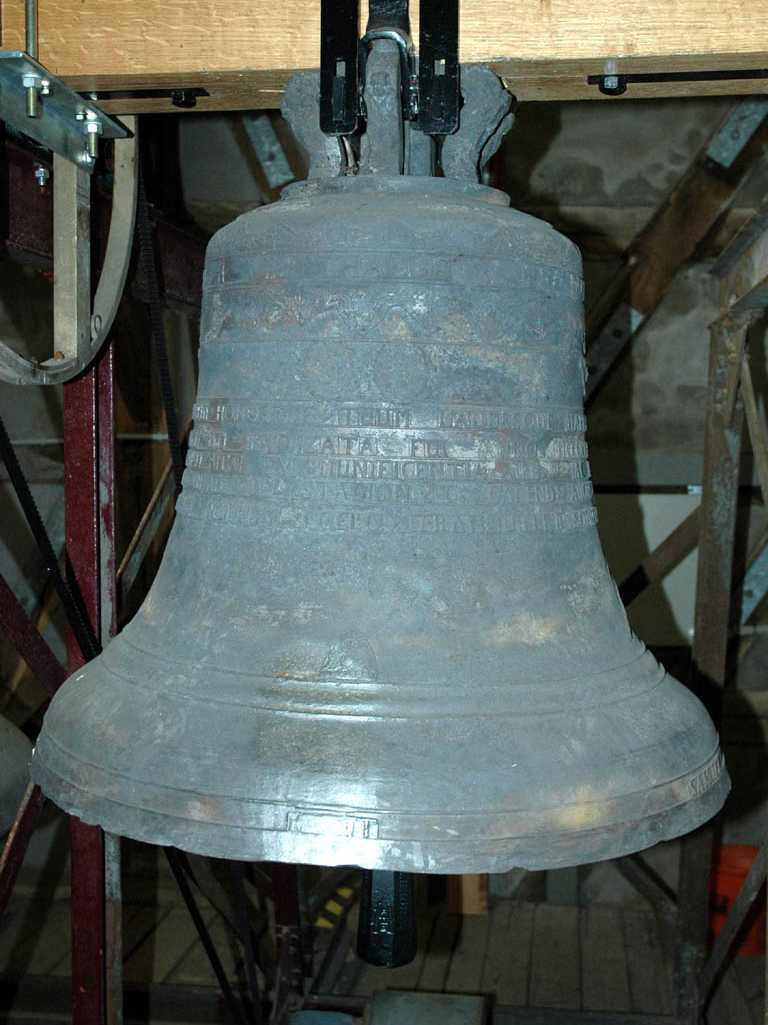
Susanna
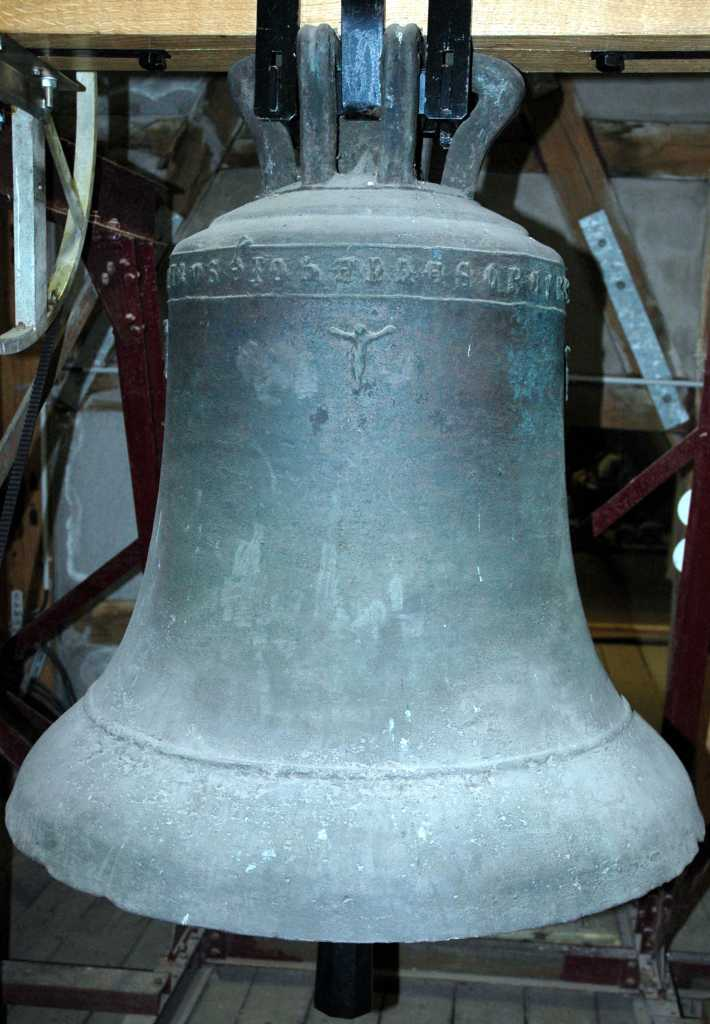
Catharina
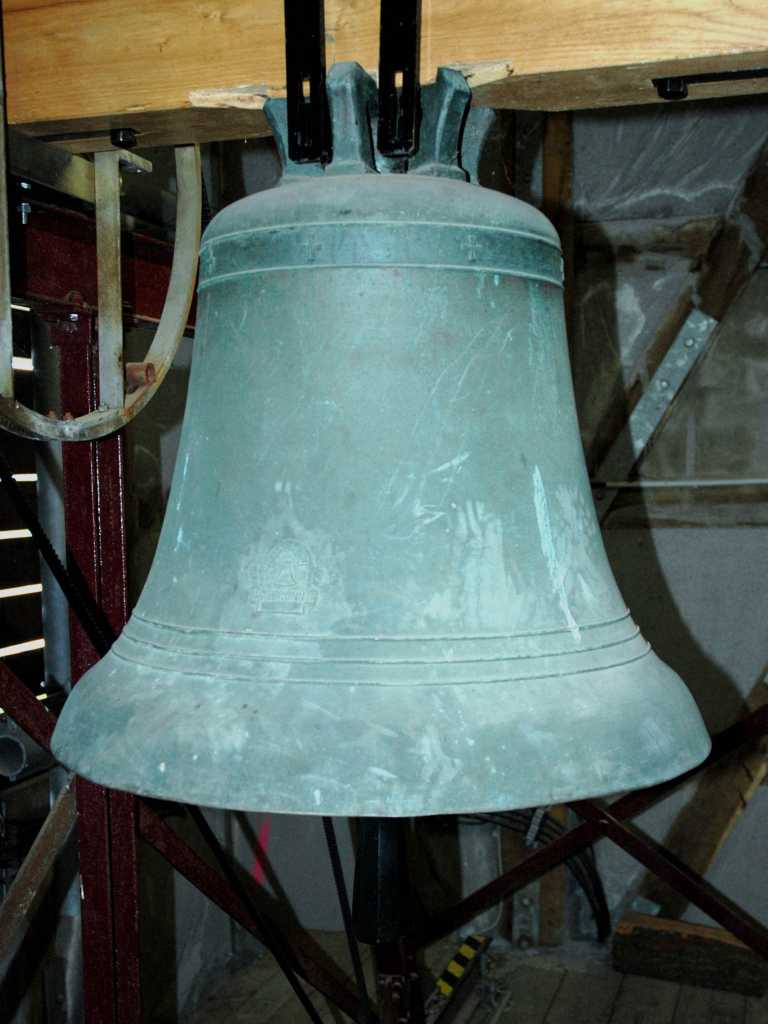
Michael

### Sanierungsmaßnahmen 2004–2006
Nach der Umgestaltung und Sanierung von 1959 musste die Kirche zuletzt ab 2004 umfangreich saniert werden, nachdem Messungen ergaben, dass sich die Außenmauern im Laufe der Jahrzehnte um 21 cm voneinander weg bewegt hatten und somit Einsturzgefahr bestand. Bei den Arbeiten wurden der Dachstuhl und das Gewölbe gesichert, die Heizung und die Elektrik erneuert, die drei Glocken saniert und die Wandmalereien gesäubert. Fünf Tonnen an Schutt, die auf den Gewölben über Chor und Baldachin lasteten, wurden entfernt. Durch ein undichtes Dach drang darüber hinaus im Laufe des Jahres Feuchtigkeit in Gebälk und Gewölbe ein. Eine Konstruktion aus Holz und Stahl sichert seit der Sanierung das Gewölbe im Chor.
Die Kosten für die Arbeiten beliefen sich auf 350.000 €. Am 18. Juni 2006 – eineinhalb Jahre später als zunächst geplant – wurde die Kirche wieder übergeben.

### Orgel
Die Orgel links des Eingangs wurde 1993 von der Rottenburger Orgelbaufirma Rebmann gefertigt. Ihre Disposition lautet:
| I Hauptwerk C–g3 |       |
| Rohrflöte        | 8′    |
| Principal        | 4′    |
| Gemshorn         | 2′    |
| Mixtur IV        | 1 ⁄3′ |

| II Oberwerk C–g3 |              |
| Gedeckt          | 8′           |
| Salicional       | 8′           |
| Koppelflöte      | 4′           |
| Sesquialter      | 2 ⁄3’+1 3⁄5′ |
| Principal        | 2′           |
| Tremulant        |              |

| Pedal C–d1   |     |
| Subbaß       | 16′ |
| Gedecktbaß   | 08′ |
| Gedecktflöte | 04′ |

- Koppeln: II/I, I/P, II/P

## Gemeinde

### Seelsorgliche Zuständigkeiten
Die pastorale Zuständigkeit für Cleebronn wechselte häufiger. 1826 wurde der Berg zur Pfarrkuratie-Verweserei erhoben, der 42 Ortschaften angehörten, 1860 wurde er Pfarrkuratie. Im Zuge der Erhebung der Christus-König-Kirche in Brackenheim zur Pfarrei wurde die Pfarrkuratie auf dem Michaelsberg ihr zugeordnet. Dies änderte sich 1982 nach der Pfarreierhebung der Dreifaltigkeitskirche in Güglingen, welcher Cleebronn zugeordnet wurde. 2016 entstand die Kirchengemeinde St. Michael, Wächter des Zabergäus, zu der Cleebronn und der Michaelsberg gehören.